# Элерс, Густаво
Густаво Артуро Херман Элерс Трёстель (исп. Gustavo Arturo Germán Ehlers Tröstel; 23 июня 1925, Сантьяго — 8 июля 2017, Сантьяго) — чилийский легкоатлет, специалист по бегу на короткие дистанции. Выступал за сборную Чили по лёгкой атлетике в 1946—1954 годах, обладатель серебряной медали Панамериканских игр, чемпион Южной Америки, участник летних Олимпийских игр в Лондоне.

## Биография
Густаво Элерс родился 23 июня 1925 года в Сантьяго, Чили.
Первого серьёзного успеха на международном уровне добился в сезоне 1946 года, когда вошёл в состав чилийской сборной и выступил на неофициальном чемпионате Южной Америки в Сантьяго, где в зачёте бега на 400 метров с барьерами выиграл бронзовую медаль.
В 1947 году на южноамериканском чемпионате в Рио-де-Жанейро одержал победу в беге на 400 метров и вместе с соотечественниками стал серебряным призёром в эстафете 4×400 метров.
Благодаря череде успешных выступлений в 1948 году удостоился права защищать честь страны на летних Олимпийских играх в Лондоне — стартовал в 400-метровой дисциплине и в эстафете 4×400 метров, в обоих случаях не сумел преодолеть предварительный квалификационный этап.
В 1949 году на чемпионате Южной Америки в Лиме был лучшим на дистанции 400 метров, завоевал бронзовую награду в эстафете 4×400 метров.
Принимал участие в Панамериканских играх 1951 года в Буэнос-Айресе, выступил сразу в четырёх дисциплинах: дошёл до полуфинала в беге на 200 метров, показал шестой результат в беге на 400 метров, четвёртый результат в эстафете 4×100 метров, получил серебро в эстафете 4×400 метров. Также в этом сезоне установил свой личный рекорд на 400-метровой дистанции — 47,9.
В 1952 году на южноамериканском чемпионате в Буэнос-Айресе взял бронзу в беге на 200 метров и в эстафете 4×400 метров, победил в беге на 400 метров. Был заявлен на дистанциях 200 и 400 метров на Олимпийских играх в Хельсинки, однако в итоге на старт здесь не вышел.
В 1953 году на неофициальном чемпионате Южной Америки в Сантьяго выиграл бронзовую и серебряную медали в дисциплинах 200 и 400 метров соответственно.
На южноамериканском чемпионате 1954 года в Сан-Паулу стал серебряным призёром в эстафете 4×400 метров.
Умер 8 июля 2017 года в Сантьяго в возрасте 92 лет.